# 榮譽市民 (中國)
榮譽市民是中華人民共和國地級市人民政府向對該市经济和社会事业发展有特別貢獻的人士所頒授的榮譽，頒授的對象主要為港澳台同胞、海外僑胞、國際友人等。